# Roman Lob
Roman Lob, född 2 juli 1990 i Düsseldorf, är en tysk sångare. Han är sångare i rockbandet Rooftop Kingdom.

## Karriär
Roman Lob började sjunga i kör redan på dagis och lärde sig senare att spela piano. Han har skapat egen musik sedan han var åtta år gammal. Sedan 2005 har han varit medlem i flera band och både spelat trummor och sjungit.
År 2006 deltog han i den tyska talangtävlingen Deutschland sucht den Superstar men blev tvungen att hoppa av tävlingen på grund av en stämbandsinfektion. Han hade redan placerat sig bland de tjugo bästa när han tvingades avbryta sitt deltagande.

### Eurovision
År 2012 representerade han Tyskland i Eurovision Song Contest 2012 i Baku i Azerbajdzjan med låten "Standing Still". Den 16 februari vann han Unser Star für Baku, Tysklands nationella uttagning. Han framförde låten i finalen den 26 maj. Där hamnade han på 8:e plats med 110 poäng.

## Diskografi

### Singlar
- 2012 - "Standing Still"